# دانشگاه ایالتی کالیفرنیا (استنیسلاس)
دانشگاه ایالتی کالیفرنیا، استنیسلاس (به انگلیسی: California State University, Stanislaus) در سال ۱۹۵۷ تأسیس گردیده است و جزو ده دانشگاه اول در فهرست دانشگاه‌های غرب آمریکا در رشتهٔ «فوق لیسانس» به وسیله مجله «نیوز و وورد» شناخته شده است.